# Fatmir Mediu

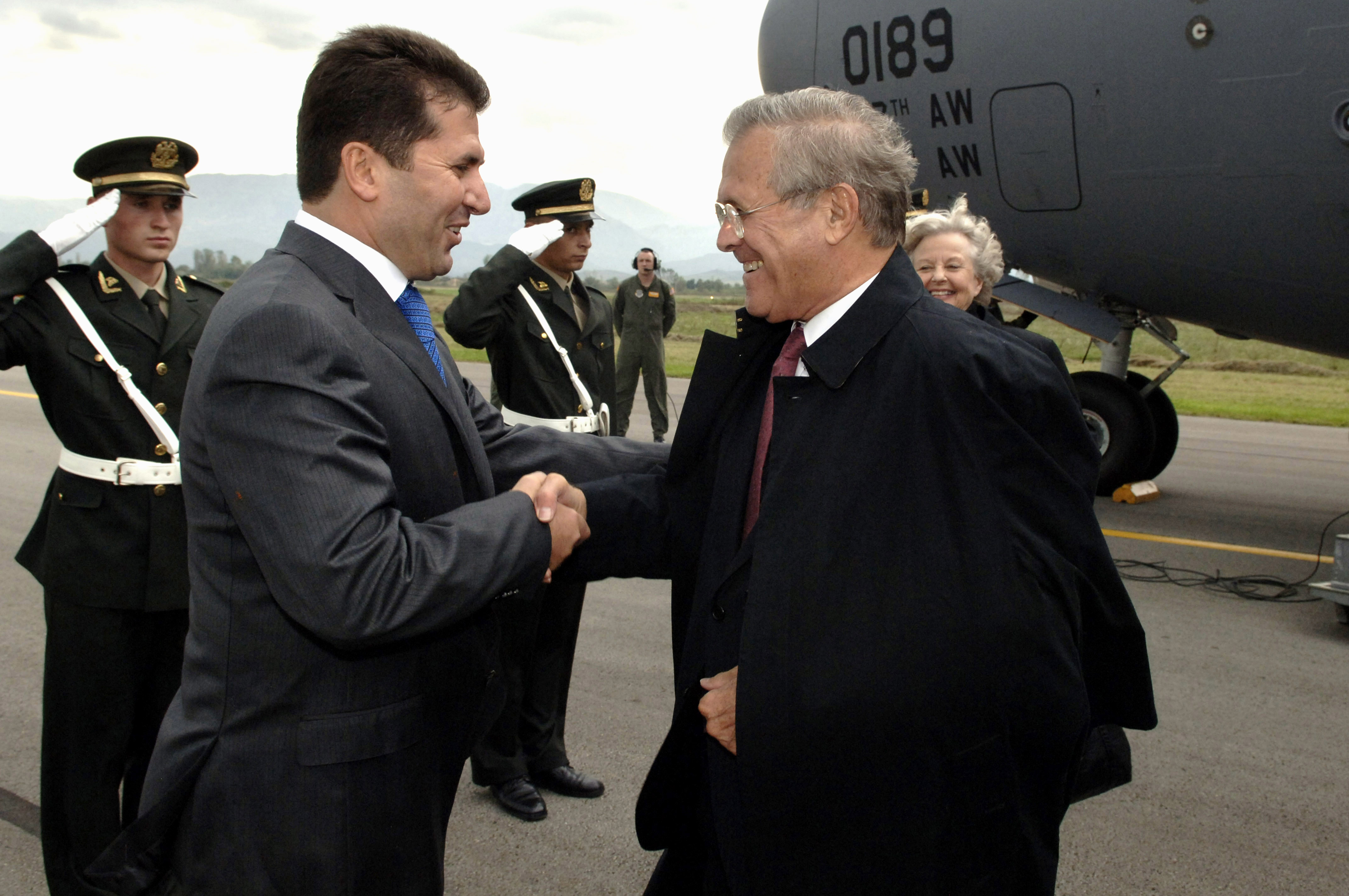
Fatmir Mediu (links) während eines Treffens mit dem US-amerikanischen Verteidigungsminister Donald Rumsfeld (rechts) im September 2006.

Fatmir Mediu (* 21. Januar 1967 in Durrës) ist ein albanischer Politiker der Republikanischen Partei (PR), dessen Vorsitzender er seit 1997 ist. Im Kabinett Berisha II leitet er von 2009 bis 2013 das Umweltministerium.

## Lebenslauf
Fatmir Mediu studierte an der geologischen Fakultät der Universität Tirana und war zwischen 1991 und 1992 Vorsitzender der Republikanischen Partei in der Region Qark Fier. 1997 wurde er zum Vorsitzenden seiner Partei gewählt. In dem dritten Regierung von Sali Berisha wurde er im September 2005 Verteidigungsminister. Er trat jedoch im März 2008 von diesem Posten zurück, nachdem in Gërdec ein Munitionslager explodierte und 26 Personen ums Leben kamen. Seit der Regierungsbildung 2009 war er bis 2013 Umweltminister.